# Jerzy Hoffman

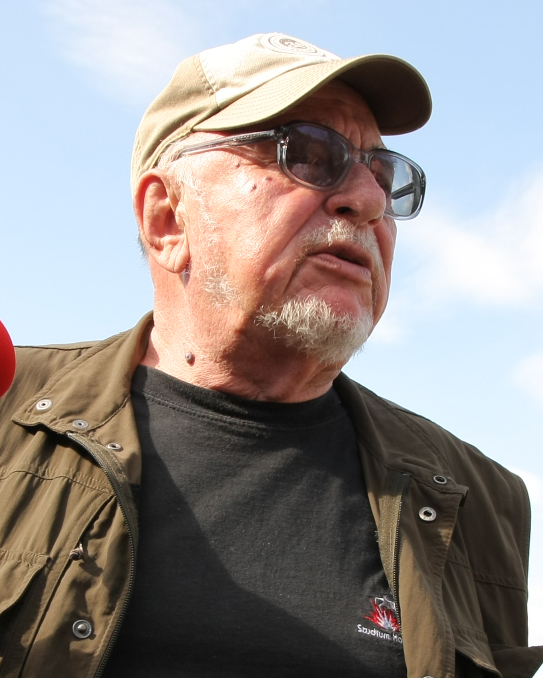
Jerzy Hoffman

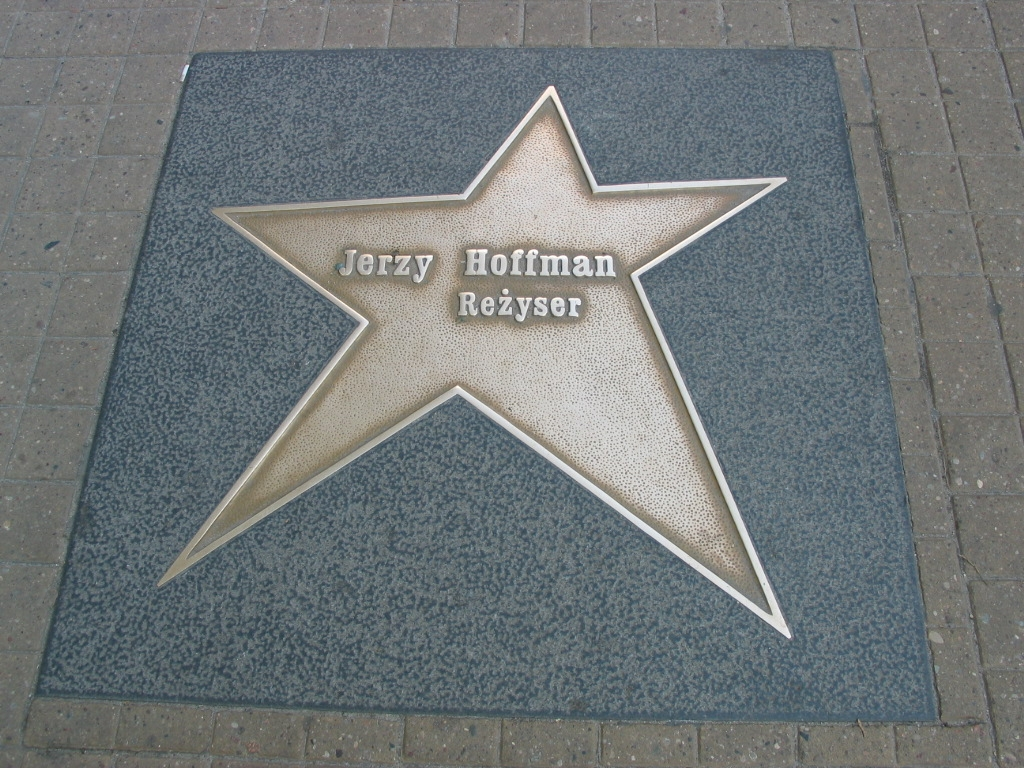
Jerzy Hoffmans Stern in Łódź

Jerzy Julian Hoffman (* 15. März 1932 in Krakau) ist ein polnischer Filmregisseur.

## Leben
Nach dem Ausbruch des Zweiten Weltkriegs flüchtete er mit seiner Familie nach Ostpolen. Im Jahre 1940 wurde die ganze Familie von NKWD nach Sibirien deportiert, wo seine Großeltern väterlicherseits ums Leben kamen. Seine Familienangehörigen, die in von Nazis besetzten Polen geblieben sind, wurden Opfer von Holocaust. Nach dem Krieg kam er mit seinen Eltern nach Polen zurück.
Hoffman schuf seit 1954 über 30 Filme. Im Zentrum seines Werkes stehen die Verfilmungen der Trilogie von Henryk Sienkiewicz, die er allerdings im Laufe von 30 Jahren in umgekehrter Reihenfolge verfilmt hat. Für seinen Film Mit Feuer und Schwert erhielt er im Jahr 2000 gemeinsam mit Jerzy Michaluk den Polnischen Filmpreis als bester Filmproduzent.
Hoffman ist in dritter Ehe mit Jagoda Prądzyńska verheiratet. Aus seiner ersten Ehe ging die Tochter Joanna Hoffman hervor, die eine der frühen Mitarbeiterinnen von Apple war.

## Filmografie
- 1954: Czy jesteś wśród nich?
- 1963: Gangster und Philanthropen (Gangsterzy i filantropi)
- 1964: Das Gesetz und die Faust (Prawo i pięść)
- 1965: Trzy kroki po ziemi
- 1969: Leben, Liebe und Tod des Obersten Wołodyjowski (Pan Wołodyjowski) (3. Teil der Trilogie)
- 1974: Sintflut (Potop) (2. Teil der Trilogie)
- 1976: Nicht standesgemäß (Trędowata)
- 1978: Bis zum letzten Blutstropfen (Do krwi ostatniej)
- 1982: Der Kurpfuscher (Znachor)
- 1983: Blutiger Schnee (Wedle wyroków twoich...)
- 1993: Piękna nieznajoma
- 1999: Mit Feuer und Schwert (Ogniem i mieczem) (1. Teil der Trilogie)
- 2003: Die Wikinger – Angriff der Nordmänner (Stara baśń. Kiedy słońce było bogiem)
- 2011: 1920 – Die letzte Schlacht (Bitwa Warszawska 1920)